# 黃玉衡
黃玉衡（?—?），湖南長沙縣人，清朝政治人物。同進士出身。
乾隆四年（1739年）己未科進士。乾隆十四年十二月，接替長祿。擔任江蘇宜興縣知縣。后由劉標接任。